# Giacomo Rigoni
Giacomo Rigoni (Sesto San Giovanni, 1º marzo 1979) è un pallavolista italiano.
Gioca nel ruolo di schiacciatore nel Beach Club Offanengo.

## Carriera
La carriera di Giacomo Rigoni inizia nelle giovanili del Volley Gonzaga Milano. Successivamente si trasferisce nel settore giovanile del Cuneo Volley Ball Club, con cui disputa due campionati di Serie B2. A partire dalla stagione 1997-98 viene aggregato alla prima squadra, con cui in tre annate vince una Coppa Italia e una Supercoppa italiana.
Dopo una stagione con l'Associazione Sportiva Pallavolo Civitavecchia si trasferisce alla Pallavolo Reima Crema, dove resta per quattro anni. Seguono due stagioni al Cagliari Volley, inframezzate dal ritorno per un anno al Cuneo Volley Ball Club, due alla Gioia del Volley, una alla Sir Safety Perugia e una al Volley Tricolore Reggio Emilia, sempre in Serie A2.
Dopo una parentesi al Cortona Volley, nella stagione 2012-13 viene tesserato dal Powervolley Milano; nell'annata 2014-15 inizia il campionato con il Junior Volley Civita Castellana in Serie B1, trasferendosi poi per il finale di stagione al Rinascita Volley '78 Lagonegro. Successivamente riparte dalla quarta serie nazionale con il Beach Club Offanengo.

## Palmarès
- Campionato europeo under 19 1997
- Campionato mondiale under 19 1997
- Coppa Italia: 1

1998-99
- Supercoppa italiana: 1

1999